# Ляхувець
Ляхувець (пол. Lachówiec) — село в Польщі, у гміні Бабошево Плонського повіту Мазовецького воєводства.
Населення — 55 осіб (2011).
У 1975-1998 роках село належало до Цехановського воєводства.

## Демографія
Демографічна структура станом на 31 березня 2011 року:
|          | Загалом | Допрацездатний вік | Працездатний вік | Постпрацездатний вік |
| -------- | ------- | ------------------ | ---------------- | -------------------- |
| Чоловіки | 25      | 3                  | 19               | 3                    |
| Жінки    | 30      | 2                  | 20               | 8                    |
| Разом    | 55      | 5                  | 39               | 11                   |